# Окакура Какудзо
Окакура Какудзо (яп. 岡倉 覚三, 14 февраля 1863, Иокогама, Япония — 2 сентября 1913, Акакура, Япония) — японский писатель, художественный критик, оказавший значительное влияние на современное японское искусство.

## Биография
Родился в Иокогаме в 1863 году. В 7 лет начал учить английский язык в миссионерской школе. В 15 лет поступил в Токийский университет, где изучал английскую литературу. Одним из его преподавателей был философ и этнограф Эрнест Феноллоза, впоследствии Окакура был его переводчиком в поездках по Японии.
В 1887 году Окакура Какудзо сооснователь Токийской школы изящных искусств. В 1889 году стал одним из создателей журнала Kokka, посвящённого искусству Востока. В 1902 году во время поездки в Индию познакомился с Рабиндранатом Тагором. В 1904 году был приглашен в Музей изящных искусств в Бостоне, в 1910 году стал первым руководителем отделения азиатского искусства.
Окакура Какудзо известен как активный сторонник сохранения основ традиционной японской культуры. Его идеи и деятельность последователей оказали существенное влияние на развитие нихонга.

## Избранные труды
Написаны на английском языке.
- The Ideals of the East = Идеалы Востока, 1903
- The Awakening of Japan = Пробуждение Японии, 1904
- The Book of Tea[англ.] = Книга о чае, 1906